# Securidaca acuminata
Securidaca acuminata är en jungfrulinsväxtart som beskrevs av A. St.-hil.. Securidaca acuminata ingår i släktet Securidaca och familjen jungfrulinsväxter. Inga underarter finns listade i Catalogue of Life.